# Villa Enblom

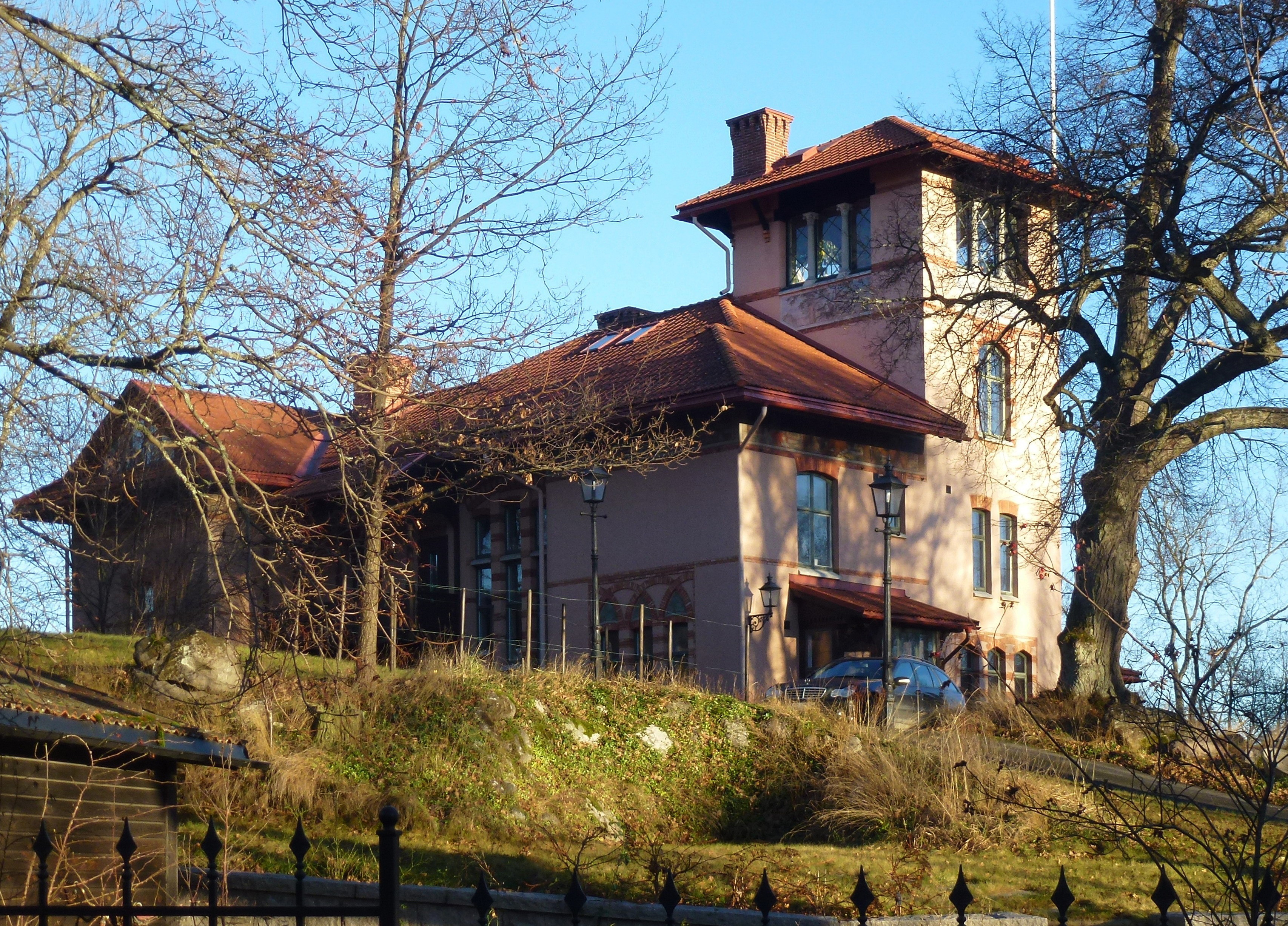
Villa Enblom i december 2013.

Villa Enblom (även kallad Villa Arken) är en villafastighet i kvarteret Odinslund vid Auravägen 16 i Djursholm, Danderyds kommun. Villan uppfördes 1891 efter ritningar av arkitekt Rudolf S. Enblom, som inredde här såväl bostad som ateljé åt sig själv.

## Beskrivning

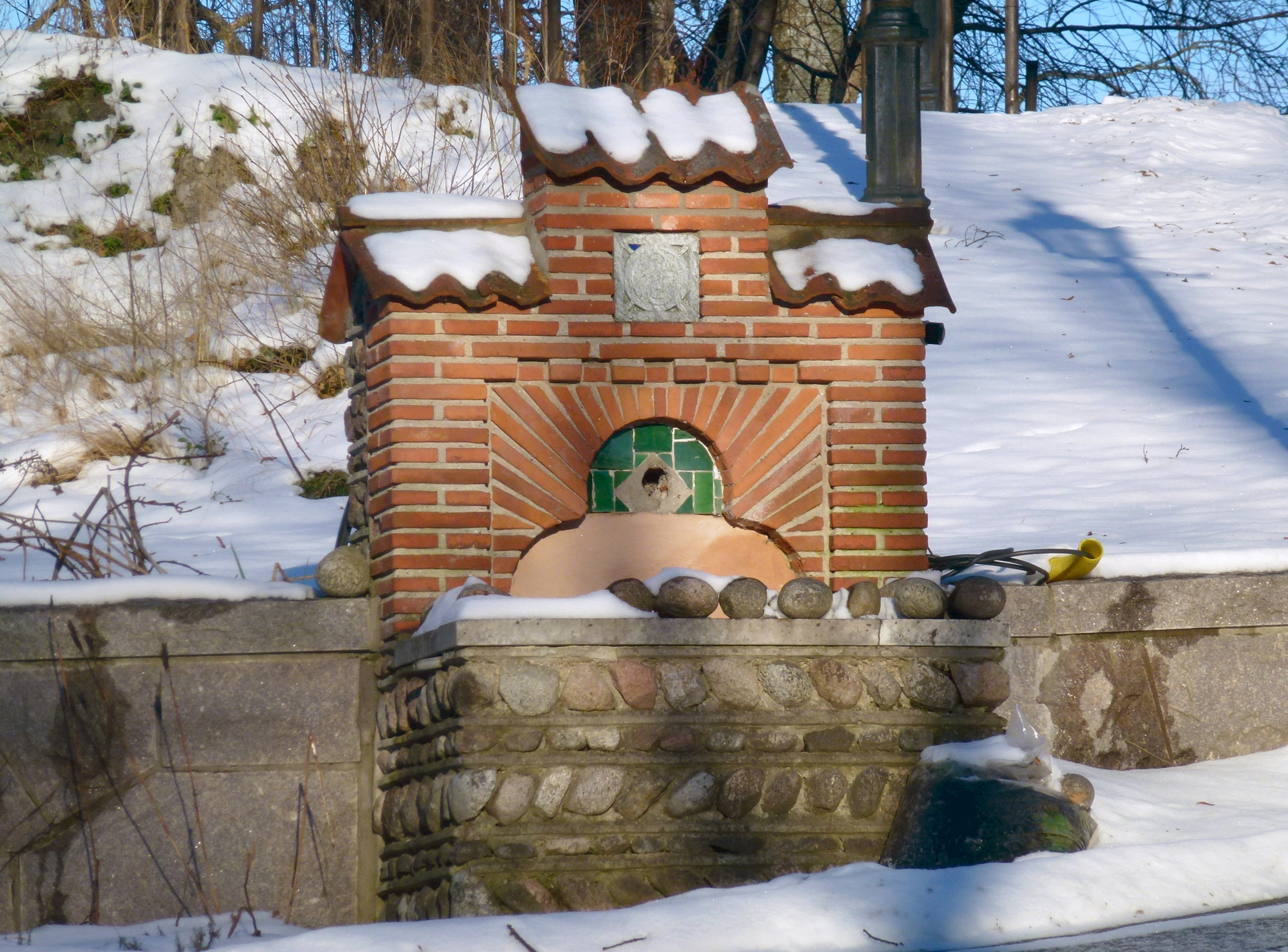
Brunnen vid entrén.

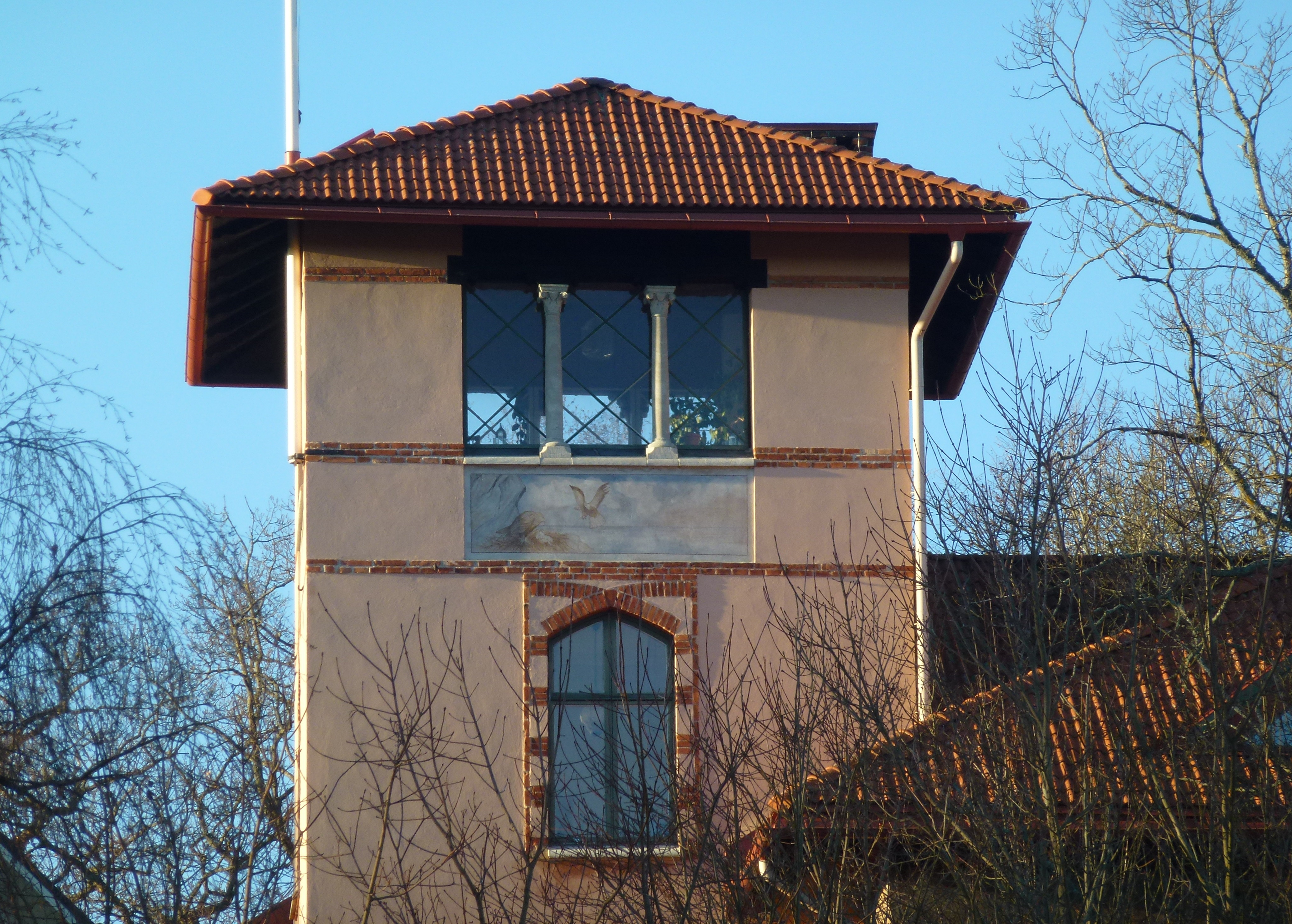
Tornrummet.

Rudolf S. Enblom bodde från 1891 och fram till sin död 1945 i Djursholm. Utöver sin egen villa ritade han ett 40-tal villor i den nya villastaden Djursholm. Den egna villan ritade han 1891 i en byggnadsstil motsvarande italiensk senrenässans. Rudolf S. Enblom är en av de arkitekter som mest markant satt sin prägel på den tidiga djursholmsbebyggelsen. Av de villor som uppförts i hans fantasirika och ibland originella stil kom Enbloms idéer tydligast till uttryck i den egna bostaden.
Huset uppfördes på en mot sydväst sluttande trädgårdstomt. Byggnaden består av flera volymer i två våningar med ett dominerande hörntorn i fyra våningar. Fasaderna är putsade med dekorativa inläggningar av tegelband och tegelvalv. Tornrummet har stora fönster mot alla väderstreck. Enblom var utöver arkitekt även målare och konstindustriell mönsterritare, men fasadmålningarna under tornfönstren och takfoten utfördes huvudsakligen av Enbloms studiekamrat Yngve Rasmussen (som i liknande stil även dekorerat Tomtehuset i Göteborg).

## Grannhusen
Även grannhuset med adress Auravägen 14 (idag residens för Egyptens ambassadör i Stockholm) var Enbloms verk (förutom tillbyggnaden av Torben Grut). Tillsammans med Villa Mittag-Leffler i kvarteret Midgård (Auravägen 19) som 1906 fick ett helt nytt utseende genom arkitekt Ferdinand Boberg utgör dessa villor en av kommunens intressantaste miljöer från denna tid.